# La Bandina
La Bandina é um grupo asturiano de música folk.
Iniciaram a atuar em 1996 com a intenção de reproduzir as antigas bandinhas asturianas do início do século XXsiglo XX , tocando peças de baile. O nome inicial eraLa Bandina les 47. No Festival Folk de Plasencia o nome foi encurtado para La Bandina.
Além das peças tradicionais, incluem composições própriasem asturiano. Atuaram no Festival Intercéltico de Lorient (Bretanha), la Rua Viva en Évora (Portugal), no Festival Interceltique de Provence, (França), no Cornemuses d’Europe de Bourgogne (França) e na Fête de la Vielle de Anost (França).

## Componentes
- Santi Caleya: saxofone, gaita, bombarda
- Merce Santos: sanfona
- David Varela: acordeon, voz
- Pablo Pumarada: percussões
- Juanjo Díaz: percussões
- Dani Jiménez: baixo elétrico
- Agus Lara: trompeta, fliscorno
- Toño Gómez: trombone, bombardino

### Antigos componentes
- Octavio Trapiella: acordeon
- Manolo Durán: percussão

## Discografia
- Pa baiḷḷar (FonoAstur, 2002)
- ...de romandela (FonoAstur, 2005).